# Gabrovec, Zgonik
Gabrovec (italijansko Gabrovizza) je vas v občini Zgonik v Tržaški pokrajini, 12 km od Trsta in blizu meje s Slovenijo. Leži na 233 metrih nadmorske višine, 1,1 km severo-severovzhodno od kraja Božje polje (Campo Sacro) in 1,8 km jugozahodno od Zgonika.

## Zgodovina
Ime vasi je prvič izpričano leta 1313 in izhaja verjetno iz slovenske besede 'gaber'.
Vas sestavlja glavni trg, kjer stojita spomenik padlim v narodnoosvobodilnem boju, nad katerim se dviga kraška skala, in štirna, značilni kraški vodnjak, ki ga srečamo v vseh vaseh tega območja. Zaradi pomanjkanja površinskih vodotokov na Krasu so imeli vodnjaki ključno vlogo v vasi. Na kovinskem obroču gabrovškega vodnjaka sta vklesani letnica njegove izgradnje, 1870, in letnica obnove, 2002. 
V vasi deluje Slovensko kulturno društvo SKD Drago Bojan – Gabrovec. Zelo znana je tudi Društvena gostilna Gabrovec. Ustanovljena je bila leta 1902. Gostilna ima veliko dvorano in prijeten letni vrt ter nudi tipične domače kraške jedi.